# 탈 화산
따알 화산(필리핀어: Bulkang Taal, [taʔal])은 필리핀 루손섬 바탕가스주 탈호 안에 있는, 필리핀에서 두번째로 활발한 활화산으로, 높이는 해발 311m이다. 마닐라 근교 타가이타이에 있는 이중 칼데라 화산이며 1911년 화산 폭발 당시에는 해일을 발생시켜 많은 사람들이 목숨을 잃었다. 칼데라 가운데에는 화산호(칼데라호)가 있으며 탈섬에 있다.
호수 중앙에 떠 있는 원추형 화산(성층 화산)이며 칼데라 주변에서는 아직도 증기가 나오고 있기 때문에 활화산이다. 1572년 처음 폭발했다는 기록이 전해지며 최근에 일어난 분화는 2020년에 있었다.
특히 1965년의 분화 전에는 기생 화산을 포함시키고 있었으나 1965년의 분화로 사라졌다.

## 지리
탈 화산과 탈 호수는 전역이 바탕가스주에 위치해있다. 화산섬의 북쪽 절반은 호반 위치하고 탈리사이시가 관할하고, 남쪽 절반은 산 니콜라스 마을이 관할한다. 다른 지자체로는 타나우안시와 리파시 및 위치하고 탈리사이, 로렐, 아곤시로, 산타 테레시타, 아리타구타구, 쿠엥카, 바레테, 마타아스나카호이 마을 타르 호수를 둘러싸고 있다.
필리핀 화산 지진 연구소는 화산 전역을 위험이 높은 영구 위험 지역(Permanent Danger Zone; PDZ)으로 선언하고 섬에 주거하는 것을 법으로 금지시켰다. 그러나 이런 경고에도 불구하고 가난한 가정의 사람들은 자신의 목숨을 걸고서도 섬에 정착하여 어획과 비옥한 화산 토양에서 수확되는 농작물에 의해 생계를 유지하고 있는 상태이다.

## 2020년 분화

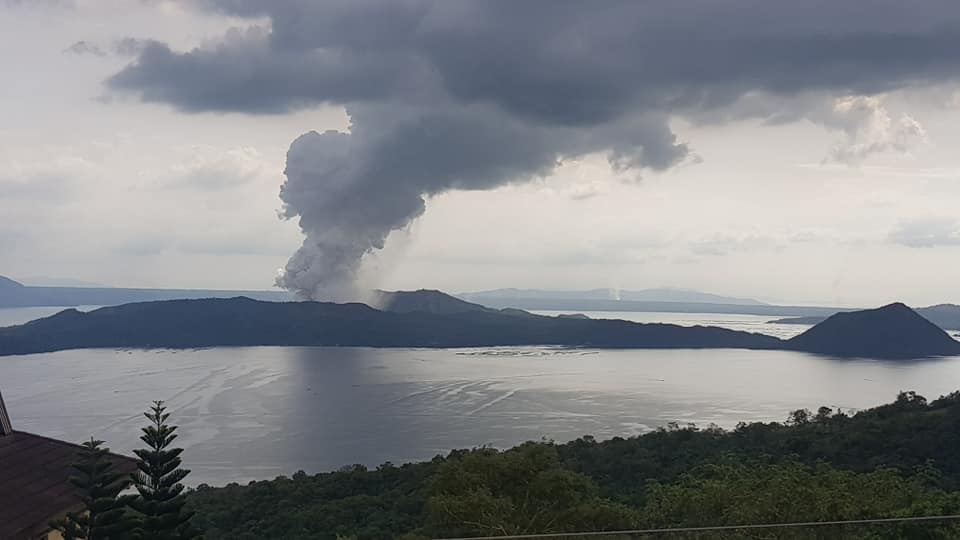
탈 화산이 2020년 1월 12일 분화하였다

1977년의 분화 이후 43년 만인 2020년 1월 12일 오후, 화산은 다시 분출하였고, 필리핀 화산지진연구소는 경보를 2단계에서 4단계로 올렸다. 탈 화산섬 인근에서는 진도 2.9, 3.9의 지진이 관측되었다. 반경 14km의 주민 1만여명에게 대피령이 내렸다. 주 분화구에서 시작된 분출로 발생한 화산재가 칼라바르손 지방, 메트로 마닐라, 중앙 루손 지방 일부에 영향을 미쳤고, 이로 인해 학교와 직장이 휴업하고, 항공기 운항이 중단되었다.